# Android App Bundle
Android App Bundle (AAB) – format stworzony przez firmę Google do publikacji aplikacji dla systemu Android na łamach Google Play w miejsce starszego APK.
Nowy format został przedstawiony w 2018 jako sposób na zmniejszenie rozmiaru instalowanych programów. W oryginalnym zastosowaniu APK (ang. Android Package Kit) zawierało wersje oprogramowania dla różnych (maks. 4) architektur wspieranych przez wydawcę programu. W przeciwieństwie do APK nowy format pozwala serwerom Google generować docelowe archiwum o mniejszym rozmiarze zawierające jedynie kod na konkretną platformę danego użytkownika końcowego. Wcześniej rozwiązanie takie dostępne było poprzez generowanie osobnych APK dla różnych platform i warunkowe serwowanie ich z Google Play.
Oryginalnie twórcy aplikacji dla Androida wydawali swoje programy w postaci APK, podpisując program własnym kluczem bezpieczeństwa. Od sierpnia 2021 Google Play wymaga od wydawców dostarczania nowych programów w formacie AAB. Dopiero na jego bazie serwery Google generują finalny APK oraz podpisują go kluczem Google lub kluczem prywatnym wydawcy przekazanym Google. Wydawcy już dostępnych aplikacji, którzy do tej pory sami podpisywali wydania, muszą przekazać ten klucz do użytku Google. Tym samym AAB nie jest formatem końcowym, na jego bazie serwery Google Play generują i podpisują finalny APK.
AAB jest formatem wewnętrznym Google Play, z tego powodu wydawcy nie mogą publikować jednego APK dostępnego w tej samej postaci we wszystkich kanałach dystrybucyjnych.